# Yasuko Kobayashi
小林 靖子
Yasuko Kobayashi (小林 靖子, Kobayashi Yasuko), née le 7 avril 1965 dans l'arrondissement de Kōtō à Tokyo, est une scénariste japonaise d'anime et tokusatsu.

## Travaux notables

### Anime

#### Séries télévisées
En gras, les séries où elle est scénariste en chef.
- 2000 : Gear Fighter Dendoh
- 2001 : I My Me ! Strawberry Eggs
- 2004 : Gokusen
- 2005 : Shakugan no Shana
- 2006 : Yume Tsukai
- 2006 : Witchblade
- 2007 : Claymore
- 2008 : Blassreiter
- 2008 : Casshern Sins
- 2012 : JoJo's Bizarre Adventure
- 2013 : L'Attaque des Titans
- 2014 : Garo : Honoo no Kokuin

#### Films
- 1999 : Yu-Gi-Oh !
- 2001 : Digimon Tamers : Battle of Adventurers
- 2007 : Shakugan no Shana : Le Film
- 2010 : Trigun: Badlands Rumble
- 2011 : Hayate no Gotoku ! Heaven Is a Place on Earth

### Tokusatsu

#### Séries télévisées
En gras, les séries où elle est scénariste en chef.
- 1990 : Tokkei Winspector (épisode 24)
- 1993 : Tokusou Robo Janperson
- 1994 : Blue Swat
- 1995 : Jūkō B-Fighter
- 1996 : B-Fighter Kabuto
- 1997 : Denji Sentai Megaranger
- 1998 : Seijū Sentai Gingaman
- 1999 : Kyūkyū Sentai GoGo-V
- 2000 : Mirai Sentai Timeranger
- 2001 : Kamen Rider Agito (épisode 28)
- 2002 : Kamen Rider Ryuki
- 2003 : Bishoujo Senshi Sailor Moon
- 2006 : GoGo Sentai Boukenger
- 2007 : Kamen Rider Den-O
- 2009 : Kamen Rider Decade
- 2009 : Samurai Sentai Shinkenger
- 2010 : Kamen Rider OOO
- 2011 : Garo : Makai Senki
- 2012 : Tokumei Sentai Go-Busters
- 2014 : Ressha Sentai ToQger

#### Films
- 2007 : Kamen Rider Den-O, le film : Ore, Tanjou !
- 2008 : Kamen Rider Den-O & Kiva, le film : Climax deka
- 2008 : Saraba Kamen Rider Den-O, le film : Final Countdown
- 2009 : Chou Kamen Rider Den-O & Decade NEO Generations, le film : Onigashima no Senkan
- 2009 : Samurai Sentai Shinkenger, ginmakuban : Tenkawakeme no tatakai
- 2010 : Samurai Sentai Shinkenger VS Go-Onger : GinmakuBANG !!
- Kamen Rider × Kamen Rider × Kamen Rider, THE MOVIE : Cho-Den-O Trilogy
  - 2010 : EPISODE RED : Zero-no-Startwinkle
  - 2010 : EPISODE BLUE : Haken na Imagin wa NEWtral
- 2011 : Kamen Rider OOO, le film : WONDERFUL, shogun to 21 no Core Medals
- 2011 : Kamen Rider × Kamen Rider, Fourze & OOO : MOVIE Taisen MEGA MAX
  - Kamen Rider OOO : Ankh fukkatsu to mirai no Medals to nagaru kibou
- 2012 : Tokumei Sentai Go-Busters, THE MOVIE: Tokyo Enetower o Mamore !
- 2014 : Zero : Black Blood
- 2014 : Ressha Sentai ToQger, THE MOVIE : Galaxy Line SOS
- 2015 : Ressha Sentai ToQger VS Kyoryuger : THE MOVIE
- 2018 : Kamen Rider Amazons, THE MOVIE : Le jugement dernier (consultante)

#### Vidéo
- 2000 : Kyūkyū Sentai GoGo-V VS Gingaman (V-Cinema)
- 2016 : Kamen Rider Amazons (Prime Video)

## Source de la traduction
- (en) Cet article est partiellement ou en totalité issu de l’article de Wikipédia en anglais intitulé « Yasuko Kobayashi » (voir la liste des auteurs).